# Liste des médaillés aux Jeux olympiques d'été de 2024
Cet article est une liste des athlètes par discipline ayant remporté une médaille aux Jeux olympiques d'été de 2024 à Paris (France).

## Athlétisme
| Épreuves          | Or | Argent | Bronze |
| ----------------- | --- | --- | --- |
| Hommes            | | | |
| 100 m             | Noah Lyles (USA) | Kishane Thompson (JAM)                                                                                               | Fred Kerley (USA) |
| 200 m             | Letsile Tebogo (BOT) | Kenneth Bednarek (USA)                                                                                               | Noah Lyles (USA) |
| 400 m             | Quincy Hall (USA) | Matthew Hudson-Smith (GBR)                                                                                           | Muzala Samukonga (ZAM) |
| 800 m             | Emmanuel Wanyonyi (KEN) | Marco Arop (CAN) | Djamel Sedjati (ALG) |
| 1 500 m           | Cole Hocker (USA) | Josh Kerr (GBR) | Yared Nuguse (USA) |
| 5 000 m           | Jakob Ingebrigtsen (NOR) | Ronald Kwemoi (KEN)                                                                                                  | Grant Fisher (USA) |
| 10 000 m          | Joshua Cheptegei (UGA) | Berihu Aregawi (ETH)                                                                                                 | Grant Fisher (USA) |
| Marathon          | Tamirat Tola (ETH) | Bashir Abdi (BEL) | Benson Kipruto (KEN) |
| 110 m haies       | Grant Holloway (USA) | Daniel Roberts (USA)                                                                                                 | Rasheed Broadbell (JAM) |
| 400 m haies       | Rai Benjamin (USA) | Karsten Warholm (NOR)                                                                                                | Alison dos Santos (BRA) |
| 3 000 m steeple   | Soufiane el-Bakkali (MAR) | Kenneth Rooks (USA)                                                                                                  | Abraham Kibiwot (KEN) |
| Relais 4 × 100 m  | Canada - Jerome Blake - Aaron Brown - Andre De Grasse - Brendon Rodney                                                                     | Afrique du Sud - Shaun Maswanganyi - Bradley Nkoana - Akani Simbine - Bayanda Walaza                                 | Grande-Bretagne - Jeremiah Azu - Louie Hinchliffe - Zharnel Hughes - Nethaneel Mitchell-Blake                                                        |
| Relais 4 × 400 m  | États-Unis - Christopher Bailey - Rai Benjamin - Bryce Deadmon - Vernon Norwood - Quincy Wilson                                            | Botswana - Collen Kebinatshipi - Bayapo Ndori - Anthony Pesela - Letsile Tebogo                                      | Grande-Bretagne - Lewis Davey - Charles Dobson - Toby Harries - Alex Haydock-Wilson - Matthew Hudson-Smith - Samuel Reardon                          |
| 20 km marche      | Brian Daniel Pintado (ECU) | Caio Bonfim (BRA) | Álvaro Martín (ESP) |
| Saut en hauteur   | Hamish Kerr (NZL) | Shelby McEwen (USA)                                                                                                  | Mutaz Essa Barshim (QAT) |
| Saut à la perche  | Armand Duplantis (SWE) | Sam Kendricks (USA)                                                                                                  | Emmanouíl Karalís (GRE) |
| Saut en longueur  | Miltiádis Tedóglou (GRE) | Wayne Pinnock (JAM)                                                                                                  | Mattia Furlani (ITA) |
| Triple saut       | Jordan Díaz (ESP) | Pedro Pichardo (POR)                                                                                                 | Andy Díaz (ITA) |
| Lancer du poids   | Ryan Crouser (USA) | Joe Kovacs (USA) | Rajindra Campbell (JAM) |
| Lancer du disque  | Rojé Stona (JAM) | Mykolas Alekna (LTU)                                                                                                 | Matthew Denny (AUS) |
| Lancer du marteau | Ethan Katzberg (CAN) | Bence Halász (HUN)                                                                                                   | Mykhaylo Kokhan (UKR) |
| Lancer du javelot | Arshad Nadeem (PAK) | Neeraj Chopra (IND)                                                                                                  | Anderson Peters (GRN) |
| Décathlon         | Markus Rooth (NOR) | Leo Neugebauer (GER)                                                                                                 | Lindon Victor (GRN) |
| Femmes            | | | |
| 100 m             | Julien Alfred (LCA) | Sha'Carri Richardson (USA)                                                                                           | Melissa Jefferson (USA) |
| 200 m             | Gabrielle Thomas (USA) | Julien Alfred (LCA)                                                                                                  | Brittany Brown (USA) |
| 400 m             | Marileidy Paulino (DOM) | Salwa Eid Naser (BRN)                                                                                                | Natalia Kaczmarek (POL) |
| 800 m             | Keely Hodgkinson (GBR) | Tsige Duguma (ETH)                                                                                                   | Mary Moraa (KEN) |
| 1 500 m           | Faith Kipyegon (KEN) | Jessica Hull (AUS)                                                                                                   | Georgia Bell (GBR) |
| 5 000 m           | Beatrice Chebet (KEN) | Faith Kipyegon (KEN)                                                                                                 | Sifan Hassan (NED) |
| 10 000 m          | Beatrice Chebet (KEN) | Nadia Battocletti (ITA)                                                                                              | Sifan Hassan (NED) |
| Marathon          | Sifan Hassan (NED) | Tigist Assefa (ETH)                                                                                                  | Hellen Obiri (KEN) |
| 100 m haies       | Masai Russell (USA) | Cyréna Samba-Mayela (FRA)                                                                                            | Jasmine Camacho-Quinn (PUR) |
| 400 m haies       | Sydney McLaughlin-Levrone (USA) | Anna Cockrell (USA)                                                                                                  | Femke Bol (NED) |
| 3 000 m steeple   | Winfred Yavi (BRN) | Peruth Chemutai (UGA)                                                                                                | Faith Cherotich (KEN) |
| Relais 4 × 100 m  | États-Unis - Melissa Jefferson - Sha'Carri Richardson - Twanisha Terry - Gabrielle Thomas                                                  | Grande-Bretagne - Dina Asher-Smith - Amy Hunt - Imani-Lara Lansiquot - Daryll Neita                                  | Allemagne - Alexandra Burghardt - Rebekka Haase - Gina Lückenkemper - Lisa Mayer                                                                     |
| Relais 4 × 400 m  | États-Unis - Alexis Holmes - Shamier Little - Sydney McLaughlin-Levrone - Gabrielle Thomas - Kaylyn Brown - Aaliyah Butler - Quanera Hayes | Pays-Bas - Femke Bol - Lisanne de Witte - Lieke Klaver - Cathelijn Peeters - Eveline Saalberg - Myrte van der Schoot | Grande-Bretagne - Amber Anning - Laviai Nielsen - Victoria Ohuruogu - Nicole Yeargin - Yemi Mary John - Hannah Kelly - Lina Nielsen - Jodie Williams |
| 20 km marche      | Yang Jiayu (CHN) | María Pérez (ESP) | Jemima Montag (AUS) |
| Saut en hauteur   | Yaroslava Mahuchikh (UKR) | Nicola Olyslagers (AUS)                                                                                              | Iryna Gerashchenko (UKR) |
| Saut en hauteur   | Yaroslava Mahuchikh (UKR) | Nicola Olyslagers (AUS)                                                                                              | Eleanor Patterson (AUS) |
| Saut à la perche  | Nina Kennedy (AUS) | Katie Moon (USA) | Alysha Newman (CAN) |
| Saut en longueur  | Tara Davis-Woodhall (USA) | Malaika Mihambo (GER)                                                                                                | Jasmine Moore (USA) |
| Triple saut       | Thea LaFond (DMA) | Shanieka Ricketts (JAM)                                                                                              | Jasmine Moore (USA) |
| Lancer du poids   | Yemisi Ogunleye (GER) | Madison-Lee Wesche (NZL)                                                                                             | Song Jiayuan (CHN) |
| Lancer du disque  | Valarie Allman (USA) | Feng Bin (CHN) | Sandra Perković Elkasević (CRO) |
| Lancer du marteau | Camryn Rogers (CAN) | Annette Echikunwoke (USA)                                                                                            | Zhao Jie (CHN) |
| Lancer du javelot | Haruka Kitaguchi (JPN) | Jo-Ane van Dyk (RSA)                                                                                                 | Nikola Ogrodníková (CZE) |
| Heptathlon        | Nafissatou Thiam (BEL) | Katarina Johnson-Thompson (GBR)                                                                                      | Noor Vidts (BEL) |
| Mixte             | | | |
| Relais 4 × 400 m  | Pays-Bas - Femke Bol - Lieke Klaver - Isaya Klein Ikkink - Eugene Omalla - Cathelijn Peeters                                               | États-Unis - Kaylyn Brown - Bryce Deadmon - Shamier Little - Vernon Norwood                                          | Grande-Bretagne - Amber Anning - Alex Haydock-Wilson - Laviai Nielsen - Samuel Reardon - Nicole Yeargin                                              |
| Marche mixte      | Espagne - Álvaro Martín - María Pérez | Équateur - Glenda Morejón - Brian Pintado                                                                            | Australie - Rhydian Cowley - Jemima Montag |

## Aviron
| Épreuves                   | Or | Argent | Bronze |
| -------------------------- | --- | --- | --- |
| Hommes                     | | | |
| Skiff                      | Oliver Zeidler (GER) | Yaujeni Zalaty (AIN) | Simon van Dorp (NED) |
| Deux de couple             | Roumanie - Andrei Cornea - Marian Enache | Pays-Bas - Melvin Twellaar - Stef Broenink | Irlande - Daire Lynch - Philip Doyle |
| Deux de couple poids léger | Irlande - Fintan McCarthy - Paul O'Donovan | Italie - Stefano Oppo - Gabriel Soares | Grèce - Antonios Papakonstantinou - Petros Gkaidatzis |
| Quatre de couple           | Pays-Bas - Finn Florijn - Koen Metsemakers - Lennart van Lierop - Tone Wieten | Italie - Luca Chiumento - Giacomo Gentili - Andrea Panizza - Luca Rambaldi                                                                                             | Pologne - Fabian Barański - Mateusz Biskup - Dominik Czaja - Mirosław Ziętarski                                                                                 |
| Deux sans barreur          | Croatie - Valent Sinković - Martin Sinković | Grande-Bretagne - Oliver Wynne-Griffith - Thomas George | Suisse - Roman Röösli - Andrin Gulich |
| Quatre sans barreur        | États-Unis - Nick Mead - Justin Best - Michael Grady - Liam Corrigan | Nouvelle-Zélande - Ollie Maclean - Logan Ullrich - Tom Murray - Matt Macdonald                                                                                         | Grande-Bretagne - Oliver Wilkes - David Ambler - Matt Aldridge - Freddie Davidson                                                                               |
| Huit                       | Grande-Bretagne - Sholto Carnegie - Rory Gibbs - Morgan Bolding - Jacob Dawson - Charles Elwes - Tom Digby - James Rudkin - Tom Ford - Harry Brightmore                             | Pays-Bas - Ralf Rienks - Olav Molenaar - Sander de Graaf - Ruben Knab - Gertjan van Doorn - Jacob van de Kerkhof - Jan van der Bij - Mick Makker - Dieuwke Fetter      | États-Unis - Henry Hollingsworth - Nick Rusher - Christian Tabash - Clark Dean - Chris Carlson - Peter Chatain - Evan Olson - Pieter Quinton - Rielly Milne     |
| Femmes                     | | | |
| Skiff                      | Karolien Florijn (NED) | Emma Twigg (NZL) | Viktorija Senkutė (LTU) |
| Deux de couple             | Nouvelle-Zélande - Brooke Francis - Lucy Spoors | Roumanie - Nicoleta-Ancuța Bodnar - Simona Radiș | Grande-Bretagne - Mathilda Hodgkins Byrne - Rebecca Wilde |
| Deux de couple poids léger | Grande-Bretagne - Emily Craig - Imogen Grant | Roumanie - Gianina van Groningen - Ionela Cozmiuc | Grèce - Dímitra Kontoú - Zoḯ Fítsiou |
| Quatre de couple           | Grande-Bretagne - Lola Anderson - Georgina Brayshaw - Lauren Henry - Hannah Scott                                                                                                   | Pays-Bas - Roos de Jong - Tessa Dullemans - Bente Paulis - Laila Youssifou                                                                                             | Allemagne - Pia Greiten - Leonie Menzel - Tabea Schendekehl - Maren Völz                                                                                        |
| Deux sans barreur          | Pays-Bas - Ymkje Clevering - Veronique Meester | Roumanie - Ioana Vrînceanu - Roxana Anghel | Australie - Jessica Morrison - Annabelle McIntyre |
| Quatre sans barreur        | Pays-Bas - Marloes Oldenburg - Hermijntje Drenth - Tinka Offereins - Benthe Boonstra                                                                                                | Grande-Bretagne - Helen Glover - Esme Booth - Samantha Redgrave - Rebecca Shorten                                                                                      | Nouvelle-Zélande - Jackie Gowler - Phoebe Spoors - Davina Waddy - Kerri Williams                                                                                |
| Huit                       | Roumanie - Maria-Magdalena Rusu - Roxana Anghel - Nicoleta-Ancuța Bodnar - Maria Lehaci - Adriana Adam - Amalia Bereș - Ioana Vrînceanu - Simona Radiș - Victoria-Ștefania Petreanu | Canada - Jessica Sevick - Caileigh Filmer - Maya Meschkuleit - Kasia Gruchalla-Wesierski - Avalon Wasteneys - Sydney Payne - Kristina Walker - Abby Dent - Kristen Kit | Grande-Bretagne - Heidi Long - Rowan McKellar - Holly Dunford - Emily Ford - Lauren Irwin - Eve Stewart - Harriet Taylor - Annie Campbell-Orde - Henry Fieldman |

## Badminton
| Épreuve       | Or                                      | Argent                                   | Bronze                                  |
| ------------- | --------------------------------------- | ---------------------------------------- | --------------------------------------- |
| Simple hommes | Viktor Axelsen (DEN)                    | Kunlavut Vitidsarn (THA)                 | Lee Zii Jia (MAS)                       |
| Simple dames  | An Se-young (KOR)                       | He Bingjiao (CHN)                        | Gregoria Mariska Tunjung (INA)          |
| Double hommes | Taipei chinois- Lee Yang - Wang Chi-lin | Chine- Liang Weikeng - Wang Chang        | Malaisie- Aaron Chia - Soh Wooi Yik     |
| Double dames  | Chine - Chen Qingchen - Jia Yifan       | Chine - Liu Shengshu - Tan Ning          | Japon - Nami Matsuyama - Chiharu Shida  |
| Double mixte  | Chine - Zheng Siwei - Huang Yaqiong     | Corée du Sud - Kim Won-ho - Jeong Na-eun | Japon - Yuta Watanabe - Arisa Higashino |

## Basket-ball
| Épreuves         | Or | Argent | Bronze |
| ---------------- | --- | --- | --- |
| À trois          | | | |
| Tournoi masculin | Pays-Bas - Worthy de Jong - Jan Driessen - Arvin Slagter - Dimeo van der Horst | France - Lucas Dussoulier - Jules Rambaut - Franck Seguela - Timothé Vergiat | Lituanie - Evaldas Džiaugys - Gintautas Matulis - Aurelijus Pukelis - Šarūnas Vingelis |
| Tournoi féminin  | Allemagne - Svenja Brunckhorst - Sonja Greinacher - Elisa Mevius - Marie Reichert | Espagne - Gracia Alonso de Armiño - Juana Camilión - Vega Gimeno - Sandra Ygueravide | États-Unis - Cierra Burdick - Dearica Hamby - Rhyne Howard - Hailey Van Lith |
| À cinq           | | | |
| Tournoi masculin | États-Unis - Bam Adebayo - Devin Booker - Stephen Curry - Anthony Davis - Kevin Durant - Anthony Edwards - Joel Embiid - Tyrese Haliburton - Jrue Holiday - LeBron James - Jayson Tatum - Derrick White     | France - Andrew Albicy - Nicolas Batum - Isaïa Cordinier - Bilal Coulibaly - Nando de Colo - Evan Fournier - Rudy Gobert - Mathias Lessort - Frank Ntilikina - Matthew Strazel - Victor Wembanyama - Guerschon Yabusele | Serbie - Aleksa Avramović - Bogdan Bogdanović - Dejan Davidovac - Ognjen Dobrić - Marko Gudurić - Nikola Jokić - Nikola Jović - Vanja Marinković - Vasilije Micić - Nikola Milutinov - Filip Petrušev - Uroš Plavšić |
| Tournoi féminin  | États-Unis- Napheesa Collier - Kahleah Copper - Chelsea Gray - Brittney Griner - Sabrina Ionescu - Jewell Loyd - Kelsey Plum - Breanna Stewart - Diana Taurasi - Alyssa Thomas - A'ja Wilson - Jackie Young | France- Valériane Ayayi - Marième Badiane - Romane Bernies - Alexia Chery - Marine Fauthoux - Marine Johannès - Leïla Lacan - Dominique Malonga - Sarah Michel-Boury - Iliana Rupert - Janelle Salaün - Gabby Williams  | Australie - Amy Atwell - Isobel Borlase - Cayla George - Lauren Jackson - Tess Madgen - Ezi Magbegor - Jade Melbourne - Alanna Smith - Stephanie Talbot - Marianna Tolo - Kristy Wallace - Sami Whitcomb             |

## Boxe
| Épreuves                         | Or                            | Argent                       | Bronze                        |
| -------------------------------- | ----------------------------- | ---------------------------- | ----------------------------- |
| Hommes                           |                               |                              |                               |
| Poids mouches Moins de 51 kg     | Hasanboy Dusmatov (UZB)       | Billal Bennama (FRA)         | Junior Alcántara (DOM)        |
| Poids mouches Moins de 51 kg     | Hasanboy Dusmatov (UZB)       | Billal Bennama (FRA)         | Daniel Varela de Pina (CPV)   |
| Poids plumes Moins de 57 kg      | Abdumalik Khalokov (UZB)      | Munarbek Seiitbek Uulu (KGZ) | Javier Ibáñez (BUL)           |
| Poids plumes Moins de 57 kg      | Abdumalik Khalokov (UZB)      | Munarbek Seiitbek Uulu (KGZ) | Charlie Senior (AUS)          |
| Poids légers Moins de 63,5 kg    | Erislandy Álvarez (CUB)       | Sofiane Oumiha (FRA)         | Lasha Guruli (GEO)            |
| Poids légers Moins de 63,5 kg    | Erislandy Álvarez (CUB)       | Sofiane Oumiha (FRA)         | Wyatt Sanford (CAN)           |
| Poids welters Moins de 71 kg     | Asadkhuja Muydinkhujaev (UZB) | Marco Verde (MEX)            | Omari Jones (USA)             |
| Poids welters Moins de 71 kg     | Asadkhuja Muydinkhujaev (UZB) | Marco Verde (MEX)            | Lewis Richardson (GBR)        |
| Poids moyens Moins de 80 kg      | Oleksandr Khyzhniak (UKR)     | Nurbek Oralbay (KAZ)         | Arlen López (CUB)             |
| Poids moyens Moins de 80 kg      | Oleksandr Khyzhniak (UKR)     | Nurbek Oralbay (KAZ)         | Cristian Javier Pinales (DOM) |
| Poids lourds Moins de 92 kg      | Lazizbek Mullojonov (UZB)     | Loren Alfonso (AZE)          | Davlat Boltaev (TJK)          |
| Poids lourds Moins de 92 kg      | Lazizbek Mullojonov (UZB)     | Loren Alfonso (AZE)          | Enmanuel Reyes (ESP)          |
| Poids super-lourds Plus de 92 kg | Bakhodir Jalolov (UZB)        | Ayoub Ghadfa (ESP)           | Djamili-Dini Aboudou (FRA)    |
| Poids super-lourds Plus de 92 kg | Bakhodir Jalolov (UZB)        | Ayoub Ghadfa (ESP)           | Nelvie Tiafack (GER)          |
| Femmes                           |                               |                              |                               |
| Poids mouches Moins de 50 kg     | Wu Yu (CHN)                   | Buse Çakıroğlu (TUR)         | Nazym Kyzaibay (KAZ)          |
| Poids mouches Moins de 50 kg     | Wu Yu (CHN)                   | Buse Çakıroğlu (TUR)         | Aira Villegas (PHI)           |
| Poids coqs Moins de 54 kg        | Chang Yuan (CHN)              | Hatice Akbaş (TUR)           | Im Ae-ji (KOR)                |
| Poids coqs Moins de 54 kg        | Chang Yuan (CHN)              | Hatice Akbaş (TUR)           | Pang Chol-mi (PRK)            |
| Poids plumes Moins de 57 kg      | Lin Yu-ting (TPE)             | Julia Szeremeta (POL)        | Nesthy Petecio (PHI)          |
| Poids plumes Moins de 57 kg      | Lin Yu-ting (TPE)             | Julia Szeremeta (POL)        | Esra Yıldız (TUR)             |
| Poids légers Moins de 60 kg      | Kellie Harrington (IRL)       | Yang Wenlu (CHN)             | Beatriz Ferreira (BRA)        |
| Poids légers Moins de 60 kg      | Kellie Harrington (IRL)       | Yang Wenlu (CHN)             | Wu Shih-yi (TPE)              |
| Poids welters Moins de 66 kg     | Imane Khelif (ALG)            | Yang Liu (CHN)               | Chen Nien-chin (TPE)          |
| Poids welters Moins de 66 kg     | Imane Khelif (ALG)            | Yang Liu (CHN)               | Janjaem Suwannapheng (THA)    |
| Poids moyens Moins de 75 kg      | Li Qian (CHN)                 | Atheyna Bylon (PAN)          | Cindy Ngamba (EOR)            |
| Poids moyens Moins de 75 kg      | Li Qian (CHN)                 | Atheyna Bylon (PAN)          | Caitlin Parker (AUS)          |

## Breakdance
| Épreuves | Or                | Argent            | Bronze                |
| -------- | ----------------- | ----------------- | --------------------- |
| B-Boys   | Phil Wizard (CAN) | Danis Civil (FRA) | Victor Montalvo (USA) |
| B-Girls  | Ami Yuasa (JPN)   | Nicka (LTU)       | 671 (CHN)             |

## Canoë-kayak

### Course en ligne
| Épreuves   | Or                                                                               | Argent                                                                                    | Bronze                                                                           |
| ---------- | -------------------------------------------------------------------------------- | ----------------------------------------------------------------------------------------- | -------------------------------------------------------------------------------- |
| Hommes     |                                                                                  |                                                                                           |                                                                                  |
| C1 1 000 m | Martin Fuksa (CZE)                                                               | Isaquias Queiroz (BRA)                                                                    | Serghei Tarnovschi (MDA)                                                         |
| C2 500 m   | Chine - Ji Bowen - Liu Hao                                                       | Italie - Gabriele Casadei - Carlo Tacchini                                                | Espagne - Diego Domínguez - Joan Antoni Moreno                                   |
| K1 1 000 m | Josef Dostál (CZE)                                                               | Ádám Varga (HUN)                                                                          | Bálint Kopasz (HUN)                                                              |
| K2 500 m   | Allemagne - Max Lemke - Jacob Schopf                                             | Hongrie - Bence Nádas - Sándor Tótka                                                      | Australie - Thomas Green - Jean van der Westhuyzen                               |
| K4 500 m   | Allemagne - Max Lemke - Tom Liebscher - Max Rendschmidt - Jacob Schopf           | Australie - Jackson Collins - Riley Fitzsimmons - Noah Havard - Pierre van der Westhuyzen | Espagne - Carlos Arévalo - Saúl Craviotto - Rodrigo Germade - Marcus Cooper Walz |
| Femmes     |                                                                                  |                                                                                           |                                                                                  |
| C1 200 m   | Katie Vincent (CAN)                                                              | Nevin Harrison (USA)                                                                      | Yarisleidis Cirilo (CUB)                                                         |
| C2 500 m   | Chine - Sun Mengya - Xu Shixiao                                                  | Ukraine - Liudmyla Luzan - Anastasiia Rybachok                                            | Canada - Sloan MacKenzie - Katie Vincent                                         |
| K1 500 m   | Lisa Carrington (NZL)                                                            | Tamara Csipes (HUN)                                                                       | Emma Jørgensen (DEN)                                                             |
| K2 500 m   | Nouvelle-Zélande - Lisa Carrington - Alicia Hoskin                               | Hongrie - Tamara Csipes - Alida Dóra Gazsó                                                | Allemagne - Jule Hake - Paulina Paszek                                           |
| K2 500 m   | Nouvelle-Zélande - Lisa Carrington - Alicia Hoskin                               | Hongrie - Tamara Csipes - Alida Dóra Gazsó                                                | Hongrie - Sára Fojt - Noémi Pupp                                                 |
| K4 500 m   | Nouvelle-Zélande - Olivia Brett - Lisa Carrington - Alicia Hoskin - Tara Vaughan | Allemagne - Sarah Brüßler - Jule Hake - Pauline Jagsch - Paulina Paszek                   | Hongrie - Tamara Csipes - Sára Fojt - Alida Dóra Gazsó - Noémi Pupp              |

### Slalom
| Épreuves | Or                        | Argent                  | Bronze                |
| -------- | ------------------------- | ----------------------- | --------------------- |
| Hommes   |                           |                         |                       |
| C1       | Nicolas Gestin (FRA)      | Adam Burgess (GBR)      | Matej Beňuš (SVK)     |
| K1       | Giovanni De Gennaro (ITA) | Titouan Castryck (FRA)  | Pau Echaniz (ESP)     |
| KX1      | Finn Butcher (NZL)        | Joseph Clarke (GBR)     | Noah Hegge (GER)      |
| Femmes   |                           |                         |                       |
| C1       | Jessica Fox (AUS)         | Elena Lilik (GER)       | Evy Leibfarth (USA)   |
| K1       | Jessica Fox (AUS)         | Klaudia Zwolińska (POL) | Kimberley Woods (GBR) |
| KX1      | Noemie Fox (AUS)          | Angèle Hug (FRA)        | Kimberley Woods (GBR) |

## Cyclisme

### BMX
| Épreuves  | Or                    | Argent               | Bronze                 |
| --------- | --------------------- | -------------------- | ---------------------- |
| Hommes    |                       |                      |                        |
| Freestyle | José Torres Gil (ARG) | Kieran Reilly (GBR)  | Anthony Jeanjean (FRA) |
| Racing    | Joris Daudet (FRA)    | Sylvain André (FRA)  | Romain Mahieu (FRA)    |
| Femmes    |                       |                      |                        |
| Freestyle | Deng Yawen (CHN)      | Perris Benegas (USA) | Natalya Diehm (AUS)    |
| Racing    | Saya Sakakibara (AUS) | Manon Veenstra (NED) | Zoé Claessens (SUI)    |

### Piste
| Épreuves              | Or                                                                              | Argent                                                                                         | Bronze                                                                         |
| --------------------- | ------------------------------------------------------------------------------- | ---------------------------------------------------------------------------------------------- | ------------------------------------------------------------------------------ |
| Hommes                |                                                                                 |                                                                                                |                                                                                |
| Américaine            | Portugal - Iúri Leitão - Rui Oliveira                                           | Italie - Simone Consonni - Elia Viviani                                                        | Danemark - Niklas Larsen - Michael Mørkøv                                      |
| Keirin                | Harrie Lavreysen (NED)                                                          | Matthew Richardson (AUS)                                                                       | Matthew Glaetzer (AUS)                                                         |
| Omnium                | Benjamin Thomas (FRA)                                                           | Iúri Leitão (POR)                                                                              | Fabio Van den Bossche (BEL)                                                    |
| Poursuite par équipes | Australie - Oliver Bleddyn - Conor Leahy - Kelland O'Brien - Sam Welsford       | Grande-Bretagne - Daniel Bigham - Ethan Hayter - Charlie Tanfield - Ethan Vernon - Oliver Wood | Italie - Simone Consonni - Filippo Ganna - Francesco Lamon - Jonathan Milan    |
| Vitesse individuelle  | Harrie Lavreysen (NED)                                                          | Matthew Richardson (AUS)                                                                       | Jack Carlin (GBR)                                                              |
| Vitesse par équipes   | Pays-Bas - Jeffrey Hoogland - Harrie Lavreysen - Roy van den Berg               | Grande-Bretagne - Jack Carlin - Ed Lowe - Hamish Turnbull                                      | Australie - Matthew Glaetzer - Leigh Hoffman - Matthew Richardson              |
| Femmes                |                                                                                 |                                                                                                |                                                                                |
| Américaine            | Italie - Chiara Consonni - Vittoria Guazzini                                    | Grande-Bretagne - Elinor Barker - Neah Evans                                                   | Pays-Bas - Lisa van Belle - Maike van der Duin                                 |
| Keirin                | Ellesse Andrews (NZL)                                                           | Hetty van de Wouw (NED)                                                                        | Emma Finucane (GBR)                                                            |
| Omnium                | Jennifer Valente (USA)                                                          | Daria Pikulik (POL)                                                                            | Ally Wollaston (NZL)                                                           |
| Poursuite par équipes | États-Unis - Chloé Dygert - Kristen Faulkner - Jennifer Valente - Lily Williams | Nouvelle-Zélande - Bryony Botha - Emily Shearman - Nicole Shields - Ally Wollaston             | Grande-Bretagne - Elinor Barker - Josie Knight - Anna Morris - Jessica Roberts |
| Vitesse individuelle  | Ellesse Andrews (NZL)                                                           | Lea Sophie Friedrich (GER)                                                                     | Emma Finucane (GBR)                                                            |
| Vitesse par équipes   | Grande-Bretagne - Sophie Capewell - Emma Finucane - Katy Marchant               | Nouvelle-Zélande - Ellesse Andrews - Shaane Fulton - Rebecca Petch                             | Allemagne - Lea Friedrich - Pauline Grabosch - Emma Hinze                      |

### Route
| Épreuves         | Or                     | Argent                 | Bronze                   |
| ---------------- | ---------------------- | ---------------------- | ------------------------ |
| Hommes           |                        |                        |                          |
| Course en ligne  | Remco Evenepoel (BEL)  | Valentin Madouas (FRA) | Christophe Laporte (FRA) |
| Contre-la-montre | Remco Evenepoel (BEL)  | Filippo Ganna (ITA)    | Wout van Aert (BEL)      |
| Femmes           |                        |                        |                          |
| Course en ligne  | Kristen Faulkner (USA) | Marianne Vos (NED)     | Lotte Kopecky (BEL)      |
| Contre-la-montre | Grace Brown (AUS)      | Anna Henderson (GBR)   | Chloé Dygert (USA)       |

### VTT
| Épreuves | Or                           | Argent                | Bronze               |
| -------- | ---------------------------- | --------------------- | -------------------- |
| Hommes   | Tom Pidcock (GBR)            | Victor Koretzky (FRA) | Alan Hatherly (RSA)  |
| Femmes   | Pauline Ferrand-Prévot (FRA) | Haley Batten (USA)    | Jenny Rissveds (SWE) |

## Équitation
| Épreuves         | Or | Argent | Bronze |
| ---------------- | --- | --- | --- |
| Individuel       | | | |
| Concours complet | Michael Jung (GER) sur Shadow Man                                                                                      | Christopher Burton (AUS) sur Chipmunk Frh                                                                                  | Laura Collett (GBR) sur London 52                                                                                                  |
| Dressage         | Jessica von Bredow-Werndl (GER) sur TSF Dalera BB                                                                      | Isabell Werth (GER) sur Wendy                                                                                              | Charlotte Fry (GBR) sur Glamourdale                                                                                                |
| Saut d'obstacles | Christian Kukuk (GER) sur Checker 47                                                                                   | Steve Guerdat (SUI) sur Dynamix de Belheme                                                                                 | Maikel Van der Vleuten (NED) sur Beauville Z                                                                                       |
| Par équipes      | | | |
| Concours complet | Grande-Bretagne- Rosalind Canter sur Lordships Graffalo - Laura Collett sur London 52 - Tom McEwen sur JD Dublin       | France - Karim Laghouag sur Triton Fontaine - Stéphane Landois sur Chaman Dumontceau - Nicolas Touzaint sur Diabolo Menthe | Japon - Yoshiaki Oiwa (en) sur Mgh Grafton Street - Toshiyuki Tanaka (en) sur Jefferson - Kazuma Tomoto (en) sur Vinci De La Vigne |
| Dressage         | Allemagne - Jessica von Bredow-Werndl sur TSF Dalera BB - Frederic Wandres sur Bluetooth Old - Isabell Werth sur Wendy | Danemark - Daniel Andersen sur Vayron - Cathrine Laudrup-Dufour sur Freestyle - Nanna Skodborg Merrald sur Zepter          | Grande-Bretagne - Charlotte Fry sur Glamourdale - Carl Hester sur Fame - Becky Moody sur Jagerbomb                                 |
| Saut d'obstacles | Grande-Bretagne - Scott Brash sur Jefferson - Harry Charles sur Romeo 88 - Ben Maher sur Dallas Vegas Batilly          | États-Unis - Karl Cook sur Caracole de la Roque - Laura Kraut sur Baloutinue - McLain Ward sur Ilex                        | France - Simon Delestre sur I Amesulina R 51 - Julien Épaillard sur Dubaï du Cèdre - Olivier Perreau sur Dorai d'Aiguilly          |

## Escalade
| Épreuves | Or                        | Argent                | Bronze                   |
| -------- | ------------------------- | --------------------- | ------------------------ |
| Hommes   |                           |                       |                          |
| Combiné  | Toby Roberts (GBR)        | Sorato Anraku (JPN)   | Jakob Schubert (AUT)     |
| Vitesse  | Veddriq Leonardo (INA)    | Wu Peng (CHN)         | Samuel Watson (USA)      |
| Femmes   |                           |                       |                          |
| Combiné  | Janja Garnbret (SLO)      | Brooke Raboutou (USA) | Jessica Pilz (AUT)       |
| Vitesse  | Aleksandra Mirosław (POL) | Deng Lijuan (CHN)     | Aleksandra Kałucka (POL) |

## Escrime
| Épreuves            | Or                                                                               | Argent                                                                                               | Bronze                                                                                              |
| ------------------- | -------------------------------------------------------------------------------- | --- | --------------------------------------------------------------------------------------------------- |
| Hommes              |                                                                                  | | |
| Épée individuelle   | Kōki Kanō (JPN)                                                                  | Yannick Borel (FRA)                                                                                  | Mohamed El-Sayed (EGY)                                                                              |
| Épée par équipes    | Hongrie - Tibor Andrásfi - Máté Koch - Dávid Nagy - Gergely Siklósi              | Japon - Kōki Kanō - Akira Komata - Kazuyasu Minobe - Masaru Yamada                                   | Tchéquie - Jiří Beran - Michal Čupr - Jakub Jurka - Martin Rubeš                                    |
| Fleuret individuel  | Cheung Ka Long (HKG)                                                             | Filippo Macchi (ITA)                                                                                 | Nick Itkin (USA)                                                                                    |
| Fleuret par équipes | Japon - Kazuki Iimura - Kyōsuke Matsuyama - Yūdai Nagano - Takahiro Shikine      | Italie - Guillaume Bianchi - Alessio Foconi - Filippo Macchi - Tommaso Marini                        | France - Maximilien Chastanet - Enzo Lefort - Julien Mertine - Maxime Pauty                         |
| Sabre individuel    | Oh Sang-uk (KOR)                                                                 | Farès Ferjani (TUN)                                                                                  | Luigi Samele (ITA)                                                                                  |
| Sabre par équipes   | Corée du Sud - Do Gyeong-dong - Gu Bon-gil - Oh Sang-uk - Park Sang-won          | Hongrie - Csanád Gémesi - Krisztián Rabb - András Szatmári - Áron Szilágyi                           | France - Boladé Apithy - Jean-Philippe Patrice - Sébastien Patrice - Maxime Pianfetti               |
| Femmes              |                                                                                  | | |
| Épée individuelle   | Kong Man Wai (HKG)                                                               | Auriane Mallo-Breton (FRA)                                                                           | Eszter Muhari (HUN)                                                                                 |
| Épée par équipes    | Italie - Rossella Fiamingo - Mara Navarria - Giulia Rizzi - Alberta Santuccio    | France - Marie-Florence Candassamy - Alexandra Louis-Marie - Auriane Mallo-Breton - Coraline Vitalis | Pologne - Aleksandra Jarecka - Alicja Klasik - Renata Knapik-Miazga - Martyna Swatowska-Wenglarczyk |
| Fleuret individuel  | Lee Kiefer (USA)                                                                 | Lauren Scruggs (USA)                                                                                 | Eleanor Harvey (CAN)                                                                                |
| Fleuret par équipes | États-Unis - Jacqueline Dubrovich - Lee Kiefer - Lauren Scruggs - Maia Weintraub | Italie - Arianna Errigo - Martina Favaretto - Francesca Palumbo - Alice Volpi                        | Japon - Sera Azuma - Komaki Kikuchi - Karin Miyawaki - Yūka Ueno                                    |
| Sabre individuel    | Manon Apithy-Brunet (FRA)                                                        | Sara Balzer (FRA)                                                                                    | Olha Kharlan (UKR)                                                                                  |
| Sabre par équipes   | Ukraine - Yuliya Bakastova - Olha Kharlan - Alina Komachtchouk - Olena Kravatska | Corée du Sud - Choi Se-bin - Jeon Eun-hye - Jeon Ha-young - Yoon Ji-su                               | Japon - Misaki Emura - Shihomi Fukushima - Seri Ozaki - Risa Takashima                              |

## Football
| Épreuves         | Or | Argent | Bronze |
| ---------------- | --- | --- | --- |
| Tournoi masculin | Espagne - Álex Baena - Pablo Barrios - Adrián Bernabé - Sergio Camello - Pau Cubarsí - Eric García - Joan García - Sergio Gómez - Miguel Gutiérrez - Alejandro Iturbe - Diego López - Fermín López - Juan Miranda - Cristhian Mosquera - Samu Omorodion - Aimar Oroz - Jon Pacheco - Marc Pubill - Abel Ruiz - Juanlu Sánchez - Arnau Tenas | France - Maghnes Akliouche - Loïc Badé - Rayan Cherki - Joris Chotard - Andy Diouf - Désiré Doué - Arnaud Kalimuendo - Manu Koné - Alexandre Lacazette - Johann Lepenant - Bradley Locko - Castello Lukeba - Soungoutou Magassa - Jean-Philippe Mateta - Chrislain Matsima - Enzo Millot - Obed Nkambadio - Michael Olise - Guillaume Restes - Kiliann Sildillia - Adrien Truffert | Maroc - Ilias Akhomach - Eliesse Ben Seghir - Benjamin Bouchouari - Mehdi Boukamir - Oussama El Azzouzi - Munir El Kajoui - Bilal El Khannouss - Zakaria El Ouahdi - Abde Ezzalzouli - Rachid Ghanimi - Achraf Hakimi - Yassine Kechta - Haytam Manaout - El Mehdi Maouhoub - Akram Nakach - Soufiane Rahimi - Amir Richardson - Adil Tahif - Oussama Targhalline |
| Tournoi féminin  | États-Unis - Korbin Albert - Croix Bethune - Sam Coffey - Tierna Davidson - Crystal Dunn - Emily Fox - Naomi Girma - Lindsey Horan - Casey Krueger - Rose Lavelle - Casey Murphy - Alyssa Naeher - Jenna Nighswonger - Trinity Rodman - Emily Sams - Jaedyn Shaw - Sophia Smith - Emily Sonnett - Mallory Swanson - Lynn Williams           | Brésil - Adriana - Ana Vitória - Angelina - Antônia - Duda Sampaio - Gabi Nunes - Gabi Portilho - Jheniffer - Kerolin - Lauren - Lorena - Luciana - Ludmila - Marta - Priscila - Rafaelle Souza - Tainá - Tamires - Tarciane - Thaís - Vitória Yaya | Allemagne - Ann-Katrin Berger - Jule Brand - Klara Bühl - Sara Doorsoun - Vivien Endemann - Laura Freigang - Merle Frohms - Giulia Gwinn - Marina Hegering - Kathrin Hendrich - Sarai Linder - Sydney Lohmann - Janina Minge - Sjoeke Nüsken - Alexandra Popp - Felicitas Rauch - Lea Schüller - Bibiane Schulze - Elisa Senß                                     |

## Golf
| Épreuves | Or                    | Argent                 | Bronze                 |
| -------- | --------------------- | ---------------------- | ---------------------- |
| Hommes   | Scott Scheffler (USA) | Tommy Fleetwood (GBR)  | Hideki Matsuyama (JPN) |
| Femmes   | Lydia Ko (NZL)        | Esther Henseleit (GER) | Lin Xiyu Janet (CHN)   |

## Gymnastique artistique
| Épreuves                    | Or                                                                                        | Argent                                                                                  | Bronze                                                                                                |
| --------------------------- | ----------------------------------------------------------------------------------------- | --------------------------------------------------------------------------------------- | --- |
| Hommes                      |                                                                                           |                                                                                         | |
| Concours par équipes        | Japon - Daiki Hashimoto - Kazuma Kaya - Shinnosuke Oka - Takaaki Sugino - Wataru Tanigawa | Chine - Liu Yang - Su Weide - Xiao Ruoteng - Zhang Boheng - Zou Jingyuan                | États-Unis - Asher Hong (en) - Paul Juda (en) - Brody Malone - Stephen Nedoroscik - Frederick Richard |
| Concours général individuel | Shinnosuke Oka (JPN)                                                                      | Zhang Boheng (CHN)                                                                      | Xiao Ruoteng (CHN)                                                                                    |
| Anneaux                     | Liu Yang (CHN)                                                                            | Zou Jingyuan (CHN)                                                                      | Elefthérios Petroúnias (GRE)                                                                          |
| Barre fixe                  | Shinnosuke Oka (JPN)                                                                      | Ángel Barajas (COL)                                                                     | Tang Chia-hung (TPE)                                                                                  |
| Barre fixe                  | Shinnosuke Oka (JPN)                                                                      | Ángel Barajas (COL)                                                                     | Zhang Boheng (CHN)                                                                                    |
| Barres parallèles           | Zou Jingyuan (CHN)                                                                        | Illia Kovtun (UKR)                                                                      | Shinnosuke Oka (JPN)                                                                                  |
| Cheval d'arçons             | Rhys McClenaghan (IRL)                                                                    | Nariman Kurbanov (KAZ)                                                                  | Stephen Nedoroscik (USA)                                                                              |
| Saut de cheval              | Carlos Yulo (PHI)                                                                         | Artur Davtyan (ARM)                                                                     | Harry Hepworth (GBR)                                                                                  |
| Sol                         | Carlos Yulo (PHI)                                                                         | Artem Dolgopyat (ISR)                                                                   | Jake Jarman (GBR)                                                                                     |
| Femmes                      |                                                                                           |                                                                                         | |
| Concours par équipes        | États-Unis- Simone Biles - Jade Carey - Jordan Chiles - Sunisa Lee - Hezly Rivera         | Italie- Angela Andreoli - Alice D'Amato - Manila Esposito - Elisa Iorio - Giorgia Villa | Brésil- Rebeca Andrade - Jade Barbosa - Lorrane Oliveira - Flávia Saraiva - Júlia Soares              |
| Concours général individuel | Simone Biles (USA)                                                                        | Rebeca Andrade (BRA)                                                                    | Sunisa Lee (USA)                                                                                      |
| Barres asymétriques         | Kaylia Nemour (ALG)                                                                       | Qiu Qiyuan (CHN)                                                                        | Sunisa Lee (USA)                                                                                      |
| Poutre                      | Alice D'Amato (ITA)                                                                       | Zhou Yaqin (CHN)                                                                        | Manila Esposito (ITA)                                                                                 |
| Saut de cheval              | Simone Biles (USA)                                                                        | Rebeca Andrade (BRA)                                                                    | Jade Carey (USA)                                                                                      |
| Sol                         | Rebeca Andrade (BRA)                                                                      | Simone Biles (USA)                                                                      | Ana Bărbosu, (ROU)                                                                                    |

## Gymnastique rythmique
| Épreuves    | Or                                                                           | Argent                                                                                 | Bronze                                                                                           |
| ----------- | ---------------------------------------------------------------------------- | -------------------------------------------------------------------------------------- | ------------------------------------------------------------------------------------------------ |
| Individuel  | Darja Varfolomeev (GER)                                                      | Boryana Kaleyn (BUL)                                                                   | Sofia Raffaeli (ITA)                                                                             |
| Par équipes | Chine - Ding Xinyi - Guo Qiqi - Hao Ting - Huang Zhangjiayang - Wang Lanjing | Israël - Shani Bakanov - Adar Friedmann - Romi Paritzki - Ofir Shaham - Diana Svertsov | Italie - Martina Centofanti - Agnese Duranti - Alessia Maurelli - Daniela Mogurean - Laura Paris |

## Haltérophilie
| Épreuves        | Or                     | Argent                    | Bronze                    |
| --------------- | ---------------------- | ------------------------- | ------------------------- |
| Hommes          |                        |                           |                           |
| Moins de 61 kg  | Li Fabin (CHN)         | Theerapong Silachai (THA) | Hampton Morris (USA)      |
| Moins de 73 kg  | Rizki Juniansyah (INA) | Weeraphon Wichuma (THA)   | Bojidar Andreev (BUL)     |
| Moins de 89 kg  | Karlos Nassar (BUL)    | Yeison López (COL)        | Antonino Pizzolato (ITA)  |
| Moins de 102 kg | Liu Huanhua (CHN)      | Akbar Djuraev (UZB)       | Yauheni Tsikhantsou (AIN) |
| Plus de 102 kg  | Lasha Talakhadze (GEO) | Varazdat Lalayan (ARM)    | Gor Minasyan (BRN)        |
| Femmes          |                        |                           |                           |
| Moins de 49 kg  | Hou Zhihui (CHN)       | Mihaela Cambei (ROU)      | Surodchana Khambao (THA)  |
| Moins de 59 kg  | Luo Shifang (CHN)      | Maude Charron (CAN)       | Kuo Hsing-chun (TPE)      |
| Moins de 71 kg  | Olivia Reeves (USA)    | Mari Sánchez (COL)        | Angie Palacios (ECU)      |
| Moins de 81 kg  | Solfrid Koanda (NOR)   | Sara Ahmed (EGY)          | Neisi Dajomes (ECU)       |
| Plus de 81 kg   | Li Wenwen (CHN)        | Park Hye-jeong (KOR)      | Emily Campbell (GBR)      |

## Handball
| Épreuves         | Or | Argent | Bronze |
| ---------------- | --- | --- | --- |
| Tournoi masculin | Danemark - Niklas Landin Jacobsen - Niclas Kirkeløkke - Magnus Landin Jacobsen - Emil Jakobsen - Rasmus Lauge - Emil Nielsen - Magnus Saugstrup - Hans Lindberg - Mathias Gidsel - Henrik Møllgaard - Mikkel Hansen - Lukas Jørgensen - Lasse Andersson - Simon Hald - Thomas Sommer Arnoldsen - Simon Pytlick    | Allemagne - David Späth - Johannes Golla - Luca Witzke - Sebastian Heymann - Justus Fischer - Juri Knorr - Julian Köster - Renārs Uščins - Kai Häfner - Tim Hornke - Andreas Wolff - Rune Dahmke - Lukas Mertens - Christoph Steinert - Marko Grgić - Jannik Kohlbacher                                | Espagne - Agustín Casado - Rodrigo Corrales - Alex Dujshebaev - Daniel Dujshebaev - Daniel Fernández - Adrià Figueras - Imanol Garciandia - Aleix Gómez - Jorge Maqueda - Kauldi Odriozola - Gonzalo Pérez de Vargas - Javier Rodríguez Moreno - Miguel Sánchez-Migallón - Abel Serdio - Ian Tarrafeta |
| Tournoi féminin  | Norvège - Maren Nyland Aardahl - Kari Brattset - Kristine Breistøl - Thale Rushfeldt Deila - Camilla Herrem - Vilde Ingstad - Marit Røsberg Jacobsen - Veronica Kristiansen - Katrine Lunde - Nora Mørk - Stine Bredal Oftedal - Henny Reistad - Stine Skogrand - Sanna Solberg-Isaksen - Silje Solberg-Østhassel | France - Sarah Bouktit - Cléopâtre Darleux - Laura Flippes - Pauletta Foppa - Laura Glauser - Léna Grandveau - Lucie Granier - Tamara Horacek - Orlane Kanor - Coralie Lassource - Méline Nocandy - Estelle Nze Minko - Oriane Ondono - Hatadou Sako - Alicia Toublanc - Chloé Valentini - Grâce Zaadi | Danemark - Louise Burgaard - Helena Elver - Emma Friis - Line Haugsted - Kathrine Heindahl - Mie Højlund - Rikke Iversen - Sarah Iversen - Kristina Jørgensen - Anne Mette Hansen - Michala Møller - Trine Østergaard - Althea Reinhardt - Sandra Toft - Mette Tranborg                                |

## Hockey sur gazon
| Épreuves         | Or | Argent | Bronze |
| ---------------- | --- | --- | --- |
| Tournoi masculin | Pays-Bas - Lars Balk - Koen Bijen - Pirmin Blaak - Justen Blok - Thierry Brinkman - Jorrit Croon - Jonas de Geus - Joep de Mol - Derck de Vilder - Tjep Hoedemakers - Jip Janssen - Floris Middendorp - Tijmen Reyenga - Duco Telgenkamp - Seve van Ass - Thijs van Dam - Steijn van Heijningen - Floris Wortelboer | Allemagne - Jean-Paul Danneberg - Mats Grambusch - Tom Grambusch - Johannes Große - Malte Hellwig - Teo Hinrichs - Paul-Philipp Kaufmann - Moritz Ludwig - Marco Miltkau - Hannes Müller - Mathias Müller - Gonzalo Peillat - Thies Prinz - Christopher Rühr - Justus Weigand - Niklas Wellen - Lukas Windfeder - Martin Zwicker | Inde - Abhishek Nain - Raj Kumar Pal - Sreejesh Parattu - Vivek Prasad - Sanjay Rana - Amit Rohidas - Gurjant Singh - Hardik Singh - Harmanpreet Singh - Jarmanpreet Singh - Mandeep Singh - Manpreet Singh - Shamsher Singh - Sukhjeet Singh - Lalit Upadhyay - Sumit Walmiki                               |
| Tournoi féminin  | Pays-Bas - Anne Veenendaal - Luna Fokke - Freeke Moes - Lisa Post - Xan de Waard - Yibbi Jansen - Renée van Laarhoven - Felice Albers - Maria Verschoor - Sanne Koolen - Frédérique Matla - Joosje Burg - Marleen Jochems - Pien Sanders - Marijn Veen - Laura Nunnink - Pien Dicke                                 | Chine - Ye Jiao - Gu Bingfeng - Yang Liu - Zhang Ying - Chen Yi - Ma Ning - Li Hong - Ou Zixia - Dan Wen - Zou Meirong - He Jiangxin - Fan Yunxia - Chen Yang - Xu Wenyu - Zhong Jiaqi - Tan Jinzhuang - Yu Anhui | Argentine - Sofía Toccalino - Agustina Gorzelany - Valentina Raposo - Agostina Alonso - Agustina Albertarrio - María Granatto - Cristina Cosentino - Rocío Sánchez Moccia - Victoria Sauze - Sofía Cairo - Eugenia Trinchinetti - Lara Casas - Juana Castellaro - María Campoy - Julieta Jankunas - Zoe Díaz |

## Judo
| Épreuve         | Or | Argent | Bronze |
| --------------- | --- | --- | --- |
| Hommes          | | | |
| Moins de 60 kg  | Yeldos Smetov (KAZ) | Luka Mkheidze (FRA) | Ryuju Nagayama (JPN) |
| Moins de 60 kg  | Yeldos Smetov (KAZ) | Luka Mkheidze (FRA) | Francisco Garrigós (ESP) |
| Moins de 66 kg  | Hifumi Abe (JPN) | Willian Lima (BRA) | Gusman Kyrgyzbayev (en) (KAZ) |
| Moins de 66 kg  | Hifumi Abe (JPN) | Willian Lima (BRA) | Denis Vieru (MDA) |
| Moins de 73 kg  | Hidayət Heydərov (AZE) | Joan-Benjamin Gaba (FRA) | Soichi Hashimoto (JPN) |
| Moins de 73 kg  | Hidayət Heydərov (AZE) | Joan-Benjamin Gaba (FRA) | Adil Osmanov (MDA) |
| Moins de 81 kg  | Takanori Nagase (JPN) | Tato Grigalashvili (GEO) | Lee Joon-hwan (KOR) |
| Moins de 81 kg  | Takanori Nagase (JPN) | Tato Grigalashvili (GEO) | Somon Makhmadbekov (TJK) |
| Moins de 90 kg  | Lasha Bekauri (GEO) | Sanshiro Murao (JPN) | Maxime-Gaël Ngayap Hambou (FRA) |
| Moins de 90 kg  | Lasha Bekauri (GEO) | Sanshiro Murao (JPN) | Theódoros Tselídis (GRE) |
| Moins de 100 kg | Zelym Kotsoiev (AZE) | Ilia Sulamanidze (en) (GEO) | Peter Paltchik (ISR) |
| Moins de 100 kg | Zelym Kotsoiev (AZE) | Ilia Sulamanidze (en) (GEO) | Muzaffarbek Turoboyev (UZB) |
| Plus de 100 kg  | Teddy Riner (FRA) | Kim Min-jong (KOR) | Temur Rakhimov (TJK) |
| Plus de 100 kg  | Teddy Riner (FRA) | Kim Min-jong (KOR) | Alisher Yusupov (en) (UZB) |
| Femmes          | | | |
| Moins de 48 kg  | Natsumi Tsunoda (JPN) | Bavuudorjiin Baasankhüü (MGL) | Shirine Boukli (FRA) |
| Moins de 48 kg  | Natsumi Tsunoda (JPN) | Bavuudorjiin Baasankhüü (MGL) | Tara Babulfath (SWE) |
| Moins de 52 kg  | Diyora Keldiyorova (UZB) | Distria Krasniqi (KOS) | Larissa Pimenta (BRA) |
| Moins de 52 kg  | Diyora Keldiyorova (UZB) | Distria Krasniqi (KOS) | Amandine Buchard (FRA) |
| Moins de 57 kg  | Christa Deguchi (CAN) | Huh Mi-mi (KOR) | Sarah-Léonie Cysique (FRA) |
| Moins de 57 kg  | Christa Deguchi (CAN) | Huh Mi-mi (KOR) | Haruka Funakubo (JPN) |
| Moins de 63 kg  | Andreja Leški (SLO) | Prisca Awiti Alcaraz (MEX) | Clarisse Agbegnenou (FRA) |
| Moins de 63 kg  | Andreja Leški (SLO) | Prisca Awiti Alcaraz (MEX) | Laura Fazliu (KOS) |
| Moins de 70 kg  | Barbara Matić (CRO) | Miriam Butkereit (GER) | Michaela Polleres (AUT) |
| Moins de 70 kg  | Barbara Matić (CRO) | Miriam Butkereit (GER) | Gabriella Willems (BEL) |
| Moins de 78 kg  | Alice Bellandi (ITA) | Inbar Lanir (ISR) | Ma Zhenzhao (CHN) |
| Moins de 78 kg  | Alice Bellandi (ITA) | Inbar Lanir (ISR) | Patrícia Sampaio (POR) |
| Plus de 78 kg   | Beatriz Souza (BRA) | Raz Hershko (ISR) | Kim Ha-yun (KOR) |
| Plus de 78 kg   | Beatriz Souza (BRA) | Raz Hershko (ISR) | Romane Dicko (FRA) |
| Mixte           | | | |
| Par équipes     | France- Clarisse Agbegnenou - Shirine Boukli - Amandine Buchard - Sarah-Léonie Cysique - Romane Dicko - Aurélien Diesse - Alpha Oumar Djalo - Joan-Benjamin Gaba - Marie-Ève Gahié - Walide Khyar - Madeleine Malonga - Luka Mkheidze - Maxime-Gaël Ngayap Hambou - Teddy Riner | Japon- Uta Abe - Haruka Funakubo - Natsumi Tsunoda - Saki Niizoe - Miku Takaichi - Akira Sone - Rika Takayama - Hifumi Abe - Soichi Hashimoto - Ryuju Nagayama - Sanshiro Murao - Takanori Nagase - Tatsuru Saitō - Aaron Wolf | Brésil- Larissa Pimenta - Rafaela Silva - Ketleyn Quadros - Beatriz Souza - Daniel Cargnin - Willian Lima - Rafael Macedo - Guilherme Schmidt - Leonardo Gonçalves - Rafael Silva |
| Par équipes     | France- Clarisse Agbegnenou - Shirine Boukli - Amandine Buchard - Sarah-Léonie Cysique - Romane Dicko - Aurélien Diesse - Alpha Oumar Djalo - Joan-Benjamin Gaba - Marie-Ève Gahié - Walide Khyar - Madeleine Malonga - Luka Mkheidze - Maxime-Gaël Ngayap Hambou - Teddy Riner | Japon- Uta Abe - Haruka Funakubo - Natsumi Tsunoda - Saki Niizoe - Miku Takaichi - Akira Sone - Rika Takayama - Hifumi Abe - Soichi Hashimoto - Ryuju Nagayama - Sanshiro Murao - Takanori Nagase - Tatsuru Saitō - Aaron Wolf | Corée du Sud- Huh Mi-mi - Jung Ye-rin - Lee Hyek-yeong - Kim Ji-su - Kim Ha-yun - Yoon Hyun-ji - An Baul - Kim Won-jin - Han Juyeop - Lee Joonh-wan - Kim Min-jong                |

## Lutte

### Gréco-romaine
| Épreuves        | Or                        | Argent                 | Bronze                       |
| --------------- | ------------------------- | ---------------------- | ---------------------------- |
| Moins de 60 kg  | Ken'ichirō Fumita (JPN)   | Cao Liguo (CHN)        | Ri Se-ung (PRK)              |
| Moins de 60 kg  | Ken'ichirō Fumita (JPN)   | Cao Liguo (CHN)        | Zholaman Sharshenbekov (KGZ) |
| Moins de 67 kg  | Saeid Esmaeili (IRI)      | Parviz Nasibov (UKR)   | Hasrat Djafarov (AZE)        |
| Moins de 67 kg  | Saeid Esmaeili (IRI)      | Parviz Nasibov (UKR)   | Luis Orta (CUB)              |
| Moins de 77 kg  | Kusaka Nao (JPN)          | Demeu Zhadrayev (KAZ)  | Malkhas Amoyan (ARM)         |
| Moins de 77 kg  | Kusaka Nao (JPN)          | Demeu Zhadrayev (KAZ)  | Akzhol Makhmudov (KGZ)       |
| Moins de 87 kg  | Semen Novikov (Bulgarie)  | Alireza Mohmadi (IRI)  | Jan Beleniouk (UKR)          |
| Moins de 87 kg  | Semen Novikov (Bulgarie)  | Alireza Mohmadi (IRI)  | Turpal Bisultanov (DEN)      |
| Moins de 97 kg  | Mohammadhadi Saravi (IRI) | Artur Aleksanyan (ARM) | Uzur Dzhuzupbekov (KGZ)      |
| Moins de 97 kg  | Mohammadhadi Saravi (IRI) | Artur Aleksanyan (ARM) | Gabriel Rosillo (CUB)        |
| Moins de 130 kg | Mijaín López (CUB)        | Yasmani Acosta (CHI)   | Meng Lingzhe (CHN)           |
| Moins de 130 kg | Mijaín López (CUB)        | Yasmani Acosta (CHI)   | Amin Mirzazadeh (IRI)        |

### Libre
| Épreuve         | Or                      | Argent                     | Bronze                                              |
| --------------- | ----------------------- | -------------------------- | --------------------------------------------------- |
| Hommes          |                         |                            |                                                     |
| Moins de 57 kg  | Rei Higuchi (JPN)       | Spencer Lee (USA)          | Aman Sehrawat (IND) Gulomjon Abdullaev (UZB)        |
| Moins de 65 kg  | Kotaro Kiyooka (JPN)    | Rahman Amouzad (IRI)       | Sebastian Rivera (PUR) Islam Dudaev (ALB)           |
| Moins de 74 kg  | Razambek Zhamalov (UZB) | Daichi Takatani (JPN)      | Kyle Dake (USA) Chermen Valiev (ALB)                |
| Moins de 86 kg  | Magomed Ramazanov (BUL) | Hassan Yazdani (IRI)       | Aaron Brooks (USA) Dauren Kurugliev (GRE)           |
| Moins de 97 kg  | Akhmed Tazhudinov (BRN) | Givi Matcharashvili (GEO)  | Magomedkhan Magomedov (AZE) Amir Ali Azarpira (IRI) |
| Moins de 125 kg | Geno Petriashvili (GEO) | Amir Hossein Zare (IRI)    | Taha Akgül (TUR) Giorgi Meshvildishvili (AZE)       |
| Femmes          |                         |                            |                                                     |
| Moins de 50 kg  | Sarah Hildebrandt (USA) | Yusneylys Guzmán (CUB)     | Yui Susaki (JPN) Feng Ziqi (CHN)                    |
| Moins de 53 kg  | Akari Fujinami (JPN)    | Lucía Yépez (ECU)          | Choe Hyo-gyong (PRK) Pang Qianyu (CHN)              |
| Moins de 57 kg  | Tsugumi Sakurai (JPN)   | Anastasia Nichita (MDA)    | Helen Maroulis (USA) Hong Kexin (CHN)               |
| Moins de 62 kg  | Sakura Motoki (JPN)     | Iryna Koliadenko (UKR)     | Aisuluu Tynybekova (KGZ) Grace Bullen (NOR)         |
| Moins de 68 kg  | Amit Elor (USA)         | Meerim Zhumanazarova (KGZ) | Buse Tosun (TUR) Nonoka Ozaki (JPN)                 |
| Moins de 76 kg  | Yuka Kagami (JPN)       | Kennedy Blades (USA)       | Milaimys Marín (CUB) Tatiana Rentería (COL)         |

## Natation artistique
| Épreuves | Or | Argent | Bronze |
| -------- | --- | --- | --- |
| Duo      | Chine - Wang Liuyi - Wang Qianyi                                                                                               | Grande-Bretagne - Kate Shortman - Isabelle Thorpe | Pays-Bas - Bregje de Brouwer - Noortje de Brouwer |
| Ballet   | Chine - Cheng Hao - Cheng Wentao - Feng Yu - Wang Ciyue - Wang Liuyi - Wang Qianyi - Xiang Binxuan - Xiao Yanning - Zhang Yayi | États-Unis - Anita Alvarez - Jaime Czarkowski - Megumi Field - Keana Hunter - Audrey Kwon - Calista Liu - Jacklyn Luu - Daniella Ramirez - Ruby Remati | Espagne - Txell Ferré - Marina García Polo - Lilou Lluís Valette - Meritxell Mas - Alisa Ozhogina - Paula Ramírez - Sara Saldaña - Iris Tió - Blanca Toledano |

## Pentathlon moderne
| Épreuves | Or                    | Argent               | Bronze                |
| -------- | --------------------- | -------------------- | --------------------- |
| Hommes   | Ahmed El-Gendy (EGY)  | Taishū Satō (JPN)    | Giorgio Malan (ITA)   |
| Femmes   | Michelle Gulyás (HUN) | Élodie Clouvel (FRA) | Seong Seung-min (KOR) |

## Plongeon
| Épreuves                    | Or                                 | Argent                                     | Bronze                                                    |
| --------------------------- | ---------------------------------- | ------------------------------------------ | --------------------------------------------------------- |
| Hommes                      |                                    |                                            |                                                           |
| Tremplin à 3 m              | Xie Siyi (CHN)                     | Wang Zongyuan (CHN)                        | Osmar Olvera (MEX)                                        |
| Haut-vol à 10 m             | Cao Yuan (CHN)                     | Rikuto Tamai (JPN)                         | Noah Williams (GBR)                                       |
| Tremplin à 3 m synchronisé  | Chine - Long Daoyi - Wang Zongyuan | Mexique - Juan Celaya - Osmar Olvera       | Grande-Bretagne - Anthony Harding - Jack Laugher          |
| Haut-vol à 10 m synchronisé | Chine- Lian Junjie - Yang Hao      | Grande-Bretagne- Tom Daley - Noah Williams | Canada- Rylan Wiens (en) - Nathan Zsombor-Murray (en)     |
| Femmes                      |                                    |                                            |                                                           |
| Tremplin à 3 m              | Chen Yiwen (CHN)                   | Maddison Keeney (AUS)                      | Chang Yani (CHN)                                          |
| Haut-vol à 10 m             | Quan Hongchan (CHN)                | Chen Yuxi (CHN)                            | Kim Mi-rae (PRK)                                          |
| Tremplin à 3 m synchronisé  | Chine- Chang Yani - Chen Yiwen     | États-Unis- Sarah Bacon - Kassidy Cook     | Grande-Bretagne- Yasmin Harper - Scarlett Mew Jensen      |
| Haut-vol à 10 m synchronisé | Chine- Chen Yuxi - Quan Hongchan   | Corée du Nord- Jo Jin-mi - Kim Mi-rae      | Grande-Bretagne- Andrea Spendolini-Sirieix - Lois Toulson |

## Rugby à sept
| Épreuves         | Or | Argent | Bronze |
| ---------------- | --- | --- | --- |
| Tournoi masculin | France- Jean-Pascal Barraque - Antoine Dupont - Nelson Épée - Théo Forner - Aaron Grandidier-Nkanang - Jefferson-Lee Joseph - Stephen Parez - Varian Pasquet - Rayan Rebbadj - Paulin Riva - Jordan Sepho - Andy Timo - Antoine Zeghdar | Fidji- Ponepati Loganimasi (en) - Iosefo Masi - Jeremaia Matana - Sevuloni Mocenacagi (en) - Waisea Nacuqu (en) - Josaia Raisuqe - Kaminieli Rasaku - Selestino Ravutaumada - Joseva Talacolo (en) - Iowane Teba (en) - Terio Tamani (en) - Jerry Tuwai          | Afrique du Sud- Selvyn Davids - Zain Davids - Christie Grobbelaar - Tristan Leyds - Quewin Nortje - Ryan Oosthuizen - Tiaan Pretorius - Siviwe Soyizwapi - Roscko Speckman - Shilton van Wyk - Impi Visser - Shaun Williams |
| Tournoi féminin  | Nouvelle-Zélande - Michaela Blyde - Jazmin Felix-Hotham - Sarah Hirini - Tyla King - Jorja Miller - Manaia Nuku - Mahina Paul - Risi Pouri-Lane - Alena Saili - Theresa Setefano - Stacey Waaka - Portia Woodman-Wickliffe              | Canada - Olivia Apps - Fancy Bermudez - Alysha Corrigan - Caroline Crossley - Chloe Daniels - Asia Hogan-Rochester - Piper Logan - Carissa Norsten - Taylor Perry - Krissy Scurfield - Florence Symonds - Shalaya Valenzuela - Keyara Wardley - Charity Williams | États-Unis - Kayla Canett - Lauren Doyle - Alev Kelter - Kristi Kirshe - Sarah Levy - Ilona Maher - Alena Olsen - Ariana Ramsey - Stephanie Rovetti - Alex Sedrick - Sammy Sullivan - Naya Tapper                           |

## Skateboard
| Épreuves | Or                   | Argent              | Bronze             |
| -------- | -------------------- | ------------------- | ------------------ |
| Hommes   |                      |                     |                    |
| Park     | Keegan Palmer (AUS)  | Tom Schaar (USA)    | Augusto Akio (BRA) |
| Street   | Yuto Horigome (JPN)  | Jagger Eaton (USA)  | Nyjah Huston (USA) |
| Femmes   |                      |                     |                    |
| Park     | Arisa Trew (AUS)     | Kokona Hiraki (JPN) | Sky Brown (GBR)    |
| Street   | Coco Yoshizawa (JPN) | Liz Akama (JPN)     | Rayssa Leal (BRA)  |

## Surf
| Épreuves | Or                   | Argent                    | Bronze               |
| -------- | -------------------- | ------------------------- | -------------------- |
| Hommes   | Kauli Vaast (FRA)    | Jack Robinson (AUS)       | Gabriel Medina (BRA) |
| Femmes   | Caroline Marks (USA) | Tatiana Weston-Webb (BRA) | Johanne Defay (FRA)  |

## Taekwondo
| Épreuves       | Or                           | Argent                   | Bronze                        |
| -------------- | ---------------------------- | ------------------------ | ----------------------------- |
| Hommes         |                              |                          |                               |
| Moins de 58 kg | Park Tae-joon (KOR)          | Gashim Magomedov (AZE)   | Mohamed Khalil Jendoubi (TUN) |
| Moins de 58 kg | Park Tae-joon (KOR)          | Gashim Magomedov (AZE)   | Cyrian Ravet (FRA)            |
| Moins de 68 kg | Ulugbek Rashitov (UZB)       | Zaid Kareem (JOR)        | Liang Yushuai (CHN)           |
| Moins de 68 kg | Ulugbek Rashitov (UZB)       | Zaid Kareem (JOR)        | Edival Pontes (BRA)           |
| Moins de 80 kg | Firas Katoussi (TUN)         | Mehran Barkhordari (IRI) | Simone Alessio (ITA)          |
| Moins de 80 kg | Firas Katoussi (TUN)         | Mehran Barkhordari (IRI) | Edi Hrnic (DEN)               |
| Plus de 80 kg  | Arian Salimi (IRI)           | Caden Cunningham (GBR)   | Rafael Alba Castillo (CUB)    |
| Plus de 80 kg  | Arian Salimi (IRI)           | Caden Cunningham (GBR)   | Cheick Cissé (CIV)            |
| Femmes         |                              |                          |                               |
| Moins de 49 kg | Panipak Wongpattanakit (THA) | Guo Qing (CHN)           | Mobina Nematzadeh (IRI)       |
| Moins de 49 kg | Panipak Wongpattanakit (THA) | Guo Qing (CHN)           | Lena Stojković (CRO)          |
| Moins de 57 kg | Kim Yu-jin (KOR)             | Nahid Kiani (IRI)        | Kimia Alizadeh (BUL)          |
| Moins de 57 kg | Kim Yu-jin (KOR)             | Nahid Kiani (IRI)        | Skylar Park (CAN)             |
| Moins de 67 kg | Viviana Márton (HUN)         | Aleksandra Perišić (SRB) | Sarah Chaâri (BEL)            |
| Moins de 67 kg | Viviana Márton (HUN)         | Aleksandra Perišić (SRB) | Kristina Teachout (USA)       |
| Plus de 67 kg  | Althéa Laurin (FRA)          | Svetlana Osipova (UZB)   | Nafia Kuş (TUR)               |
| Plus de 67 kg  | Althéa Laurin (FRA)          | Svetlana Osipova (UZB)   | Lee Da-bin (KOR)              |

## Tennis
| Épreuves         | Or                                          | Argent                                                        | Bronze                                             |
| ---------------- | ------------------------------------------- | ------------------------------------------------------------- | -------------------------------------------------- |
| Simple messieurs | Novak Djokovic (SRB)                        | Carlos Alcaraz (ESP)                                          | Lorenzo Musetti (ITA)                              |
| Simple dames     | Zheng Qinwen (CHN)                          | Donna Vekić (CRO)                                             | Iga Świątek (POL)                                  |
| Double messieurs | Australie- Matthew Ebden - John Peers       | États-Unis- Austin Krajicek - Rajeev Ram                      | États-Unis- Taylor Fritz - Tommy Paul              |
| Double dames     | Italie- Sara Errani - Jasmine Paolini       | Athlètes individuels neutres- Mirra Andreeva - Diana Shnaider | Espagne- Cristina Bucșa - Sara Sorribes Tormo      |
| Double mixte     | Tchéquie- Kateřina Siniaková - Tomáš Macháč | Chine- Wang Xinyu - Zhang Zhizhen                             | Canada- Gabriela Dabrowski - Félix Auger-Aliassime |

## Tennis de table
| Épreuves     | Or                                           | Argent                                                       | Bronze                                                 |
| ------------ | -------------------------------------------- | ------------------------------------------------------------ | ------------------------------------------------------ |
| Hommes       |                                              |                                                              |                                                        |
| Simple       | Fan Zhendong (CHN)                           | Truls Möregårdh (SWE)                                        | Félix Lebrun (FRA)                                     |
| Par équipes  | Chine - Fan Zhendong - Ma Long - Wang Chuqin | Suède - Anton Källberg - Kristian Karlsson - Truls Möregårdh | France - Simon Gauzy - Alexis Lebrun - Félix Lebrun    |
| Femmes       |                                              |                                                              |                                                        |
| Simple       | Chen Meng (CHN)                              | Sun Yingsha (CHN)                                            | Hina Hayata (JPN)                                      |
| Par équipes  | Chine - Chen Meng - Sun Yingsha - Wang Manyu | Japon - Miwa Harimoto - Hina Hayata - Miu Hirano             | Corée du Sud - Jeon Ji-hee - Lee Eun-hye - Shin Yu-bin |
| Mixte        |                                              |                                                              |                                                        |
| Double mixte | Chine - Wang Chuqin - Sun Yingsha            | Corée du Nord - Ri Jong-sik - Kim Kum-yong                   | Corée du Sud - Lim Jong-hoon - Shin Yu-bin             |

## Tir
| Épreuves                     | Or                                        | Argent                                       | Bronze                                     |
| ---------------------------- | ----------------------------------------- | -------------------------------------------- | ------------------------------------------ |
| Hommes                       |                                           |                                              |                                            |
| Carabine à 10 m air comprimé | Sheng Lihao (CHN)                         | Victor Lindgren (SWE)                        | Miran Maričić (CRO)                        |
| Carabine à 50 m 3 positions  | Liu Yukun (CHN)                           | Serhiy Koulich (UKR)                         | Swapnil Kusale (IND)                       |
| Pistolet à 10 m air comprimé | Xie Yu (CHN)                              | Federico Nilo Maldini (ITA)                  | Paolo Monna (ITA)                          |
| Pistolet à 25 m tir rapide   | Li Yuehong (CHN)                          | Cho Yeong-jae (KOR)                          | Wang Xinjie (CHN)                          |
| Skeet                        | Vincent Hancock (USA)                     | Conner Prince (USA)                          | Lee Meng-yuan (TPE)                        |
| Fosse olympique              | Nathan Hales (GBR)                        | Qi Ying (CHN)                                | Jean Pierre Brol (GUA)                     |
| Femmes                       |                                           |                                              |                                            |
| Carabine à 10 m air comprimé | Ban Hyo-jin (KOR)                         | Huang Yuting (CHN)                           | Audrey Gogniat (SUI)                       |
| Carabine à 50 m 3 positions  | Chiara Leone (SUI)                        | Sagen Maddalena (USA)                        | Zhang Qiongyue (CHN)                       |
| Pistolet à 10 m air comprimé | Oh Ye-jin (KOR)                           | Kim Ye-ji (KOR)                              | Manu Bhaker (IND)                          |
| Pistolet à 25 m              | Yang Ji-in (KOR)                          | Camille Jedrzejewski (FRA)                   | Veronika Major (HUN)                       |
| Skeet                        | Francisca Crovetto (CHI)                  | Amber Rutter (GBR)                           | Austen Smith (USA)                         |
| Fosse olympique              | Adriana Ruano Oliva (GUA)                 | Silvana Stanco (ITA)                         | Penny Smith (AUS)                          |
| Mixte                        |                                           |                                              |                                            |
| Carabine à 10 m air comprimé | Chine - Huang Yuting - Sheng Lihao        | Corée du Sud - Keum Ji-hyeon - Park Ha-jun   | Kazakhstan - Alexandra Le - Islam Satpayev |
| Pistolet à 10 m air comprimé | Serbie - Zorana Arunović - Damir Mikec    | Turquie - Yusuf Dikeç - Şevval İlayda Tarhan | Inde - Manu Bhaker - Sarabjot Singh        |
| Skeet                        | Italie - Diana Bacosi - Gabriele Rossetti | États-Unis - Austen Smith - Vincent Hancock  | Chine - Jiang Yiting - Lyu Jianlin         |

## Tir à l'arc
| Épreuves    | Or                                                         | Argent                                                            | Bronze                                                        |
| ----------- | ---------------------------------------------------------- | ----------------------------------------------------------------- | ------------------------------------------------------------- |
| Hommes      |                                                            |                                                                   |                                                               |
| Individuel  | Kim Woo-jin (KOR)                                          | Brady Ellison (USA)                                               | Lee Woo-seok (KOR)                                            |
| Par équipes | Corée du Sud- Kim Je-deok - Kim Woo-jin - Lee Woo-seok     | France- Baptiste Addis - Thomas Chirault - Jean-Charles Valladont | Turquie- Mete Gazoz - Ulaş Tümer - Muhammed Yıldırmış         |
| Femmes      |                                                            |                                                                   |                                                               |
| Individuel  | Lim Si-hyeon (KOR)                                         | Nam Su-hyeon (KOR)                                                | Lisa Barbelin (FRA)                                           |
| Par équipes | Corée du Sud- Jeon Hun-young - Lim Si-hyeon - Nam Su-hyeon | Chine- An Qixuan - Li Jiaman - Yang Xiaolei                       | Mexique- Ángela Ruiz - Alejandra Valencia - Ana Paula Vázquez |
| Mixte       |                                                            |                                                                   |                                                               |
| Par équipes | Corée du Sud- Kim Woo-jin - Lim Si-hyeon                   | Allemagne- Florian Unruh - Michelle Kroppen                       | États-Unis- Brady Ellison - Casey Kaufhold                    |

## Trampoline
| Épreuves | Or                     | Argent                        | Bronze                |
| -------- | ---------------------- | ----------------------------- | --------------------- |
| Hommes   | Ivan Litvinovich (AIN) | Wang Zisai (CHN)              | Yan Langyu (CHN)      |
| Femmes   | Bryony Page (GBR)      | Viyaleta Bardzilouskaya (AIN) | Sophiane Méthot (CAN) |

## Triathlon
| Épreuves     | Or                                                                    | Argent                                                                 | Bronze                                                                         |
| ------------ | --------------------------------------------------------------------- | ---------------------------------------------------------------------- | ------------------------------------------------------------------------------ |
| Hommes       | Alex Yee (GBR)                                                        | Hayden Wilde (NZL)                                                     | Léo Bergère (FRA)                                                              |
| Femmes       | Cassandre Beaugrand (FRA)                                             | Julie Derron (SUI)                                                     | Beth Potter (GBR)                                                              |
| Relais mixte | Allemagne- Tim Hellwig - Laura Lindemann - Lasse Lührs - Lisa Tertsch | États-Unis- Taylor Knibb - Morgan Pearson - Seth Rider - Taylor Spivey | Grande-Bretagne- Sam Dickinson - Beth Potter - Georgia Taylor-Brown - Alex Yee |

## Voile
| Épreuves     | Or                                          | Argent                                              | Bronze                                           |
| ------------ | ------------------------------------------- | --------------------------------------------------- | ------------------------------------------------ |
| Hommes       |                                             |                                                     |                                                  |
| Laser        | Matthew Wearn (AUS)                         | Pávlos Kontídis (CYP)                               | Stefano Peschiera (PER)                          |
| 49er         | Espagne- Diego Botín - Florián Trittel      | Nouvelle-Zélande- Isaac McHardie - William McKenzie | États-Unis- Ian Barrows - Hans Henken            |
| IQFoil       | Tom Reuveny (ISR)                           | Grae Morris (AUS)                                   | Luuc van Opzeeland (NED)                         |
| Formula kite | Valentin Bontus (AUT)                       | Toni Vodišek (SVN)                                  | Maximilian Maeder (SIN)                          |
| Femmes       |                                             |                                                     |                                                  |
| Laser Radial | Marit Bouwmeester (NED)                     | Anne-Marie Rindom (DEN)                             | Line Flem Høst (NOR)                             |
| 49er FX      | Pays-Bas- Odile van Aanholt - Annette Duetz | Suède- Vilma Bobeck - Rebecca Netzler               | France- Sarah Steyaert - Charline Picon          |
| IQFoil       | Marta Maggetti (ITA)                        | Sharon Kantor (ISR)                                 | Emma Wilson (GBR)                                |
| Formula kite | Ellie Aldridge (GBR)                        | Lauriane Nolot (FRA)                                | Annelous Lammerts (NED)                          |
| Mixte        |                                             |                                                     |                                                  |
| Nacra 17     | Italie- Ruggero Tita - Caterina Banti       | Argentine- Mateo Majdalani - Eugenia Bosco          | Nouvelle-Zélande- Micah Wilkinson - Erica Dawson |
| 470          | Autriche- Lara Vadlau Lukas Mähr            | Japon- Keiju Okada Miho Yoshioka                    | Suède- Anton Dahlberg Lovisa Karlsson            |

## Volley-ball

### Beach-volley
| Épreuves         | Or                                                  | Argent                                              | Bronze                                 |
| ---------------- | --------------------------------------------------- | --------------------------------------------------- | -------------------------------------- |
| Tournoi masculin | Suède - David Åhman - Jonatan Hellvig               | Allemagne - Nils Ehlers - Clemens Wickler           | Norvège - Anders Mol - Christian Sørum |
| Tournoi féminin  | Brésil - Eduarda Santos Lisboa - Ana Patrícia Ramos | Canada - Melissa Humana-Paredes - Brandie Wilkerson | Suisse - Nina Brunner - Tanja Hüberli  |

### En salle
| Épreuves         | Or | Argent | Bronze |
| ---------------- | --- | --- | --- |
| Tournoi masculin | France - Antoine Brizard - Barthélémy Chinenyeze - Trévor Clévenot - Théo Faure - Jenia Grebennikov - Quentin Jouffroy - Nicolas Le Goff - Yacine Louati - Earvin Ngapeth - Jean Patry - Kévin Tillie - Benjamin Toniutti            | Pologne - Mateusz Bieniek - Bartłomiej Bołądź - Tomasz Fornal - Norbert Huber - Marcin Janusz - Łukasz Kaczmarek - Jakub Kochanowski - Bartosz Kurek - Wilfredo León Venero - Grzegorz Łomacz - Kamil Semeniuk - Aleksander Śliwka - Paweł Zatorski | États-Unis - Matthew Anderson - Taylor Averill - Micah Christenson - Torey DeFalco - Maxwell Holt - Thomas Jaeschke - Jeffrey Jendryk - Micah Maʻa - Garrett Muagututia - Aaron Russell - Erik Shoji - David Smith                                         |
| Tournoi féminin  | Italie- Marina Lubian - Carlotta Cambi - Monica De Gennaro - Alessia Orro - Caterina Bosetti - Anna Danesi - Myriam Sylla - Paola Egonu - Sarah Luisa Fahr - Loveth Omoruyi - Ekaterina Antropova - Gaia Giovannini - Ilaria Spirito | États-Unis- Micha Hancock - Jordyn Poulter - Avery Skinner - Justine Wong-Orantes - Lauren Carlini - Jordan Larson - Andrea Drews - Jordan Thompson - Haleigh Washington - Dana Rettke - Kathryn Plummer - Kelsey Robinson - Chiaka Ogbogu          | Brésil - Natália Araújo - Júlia Bergmann - Macris Carneiro - Nyeme Costa - Diana Duarte - Gabriela Guimarães - Thaísa Menezes - Rosamaria Montibeller - Roberta Ratzke - Ana Carolina da Silva - Ana Cristina de Souza - Tainara Santos - Lorenne Teixeira |

## Water-polo
| Épreuves         | Or | Argent | Bronze |
| ---------------- | --- | --- | --- |
| Tournoi masculin | Serbie - Radoslav Filipović - Dušan Mandić - Strahinja Rašović - Sava Ranđelović - Miloš Ćuk - Nikola Dedović - Radomir Drašović - Nikola Jakšić - Nemanja Ubović - Nemanja Vico - Petar Jakšić - Viktor Rašović - Vladimir Mišović | Croatie - Marko Bijač - Rino Burić - Loren Fatović - Luka Lončar - Maro Joković - Luka Bukić - Ante Vukičević - Marko Žuvela - Jerko Marinić Kragić - Josip Vrlić - Matias Biljaka - Konstantin Kharkov - Toni Popadić            | États-Unis - Alex Bowen - Luca Cupido - Hannes Daube - Chase Dodd - Ryder Dodd - Ben Hallock - Drew Holland - Johnny Hooper - Max Irving - Alex Obert - Marko Vavic - Adrian Weinberg - Dylan Woodhead                                        |
| Tournoi féminin  | Espagne - Paula Camus - Paula Crespí - Anni Espar - Laura Ester - Judith Forca - María García Godoy - Paula Leitón - Beatriz Ortiz - María del Pilar Peña - Nona Pérez Vivas - Isabel Piralkova Coello - Elena Ruiz - Martina Terré | Australie - Abby Andrews - Charlize Andrews - Zoe Arancini - Elle Armit - Keesja Gofers - Sienna Green - Bronte Halligan - Sienna Hearn - Danijela Jackovich - Tilly Kearns - Genevieve Longman - Gabriella Palm - Alice Williams | Pays-Bas - Laura Aarts - Nina ten Broek - Sarah Buis - Kitty Lynn Joustra - Maartje Keuning - Lola Moolhuijzen - Bente Rogge - Lieke Rogge - Vivian Sevenich - Brigitte Sleeking - Simone van de Kraats - Sabrina van der Sloot - Iris Wolves |

## Athlètes les plus médaillés
Nota : l'ensemble des colonnes du tableau sont triables, celles avec les médailles comprises. Il suffit de cliquer à droite d'une médaille.
| Athlète            | Pays             | Sport                  | Médaille d'or, Jeux olympiques | Médaille d'argent, Jeux olympiques | Médaille de bronze, Jeux olympiques | Total |
| ------------------ | ---------------- | ---------------------- | ------------------------------ | ---------------------------------- | ----------------------------------- | ----- |
| Léon Marchand      | France           | Natation               | 4                              | 0                                  | 1                                   | 5     |
| Torri Huske        | États-Unis       | Natation               | 3                              | 2                                  | 0                                   | 5     |
| Mollie O'Callaghan | Australie        | Natation               | 3                              | 1                                  | 1                                   | 5     |
| Simone Biles       | États-Unis       | Gymnastique artistique | 3                              | 1                                  | 0                                   | 4     |
| Summer McIntosh    | Canada           | Natation               | 3                              | 1                                  | 0                                   | 4     |
| Shinnosuke Oka     | Japon            | Gymnastique artistique | 3                              | 0                                  | 1                                   | 4     |
| Harrie Lavreysen   | Pays-Bas         | Cyclisme               | 3                              | 0                                  | 0                                   | 3     |
| Lisa Carrington    | Nouvelle-Zélande | Canoë-kayak            | 3                              | 0                                  | 0                                   | 3     |
| Lim Si-hyeon       | Corée du Sud     | Tir à l'arc            | 3                              | 0                                  | 0                                   | 3     |
| Kim Woo-jin        | Corée du Sud     | Tir à l'arc            | 3                              | 0                                  | 0                                   | 3     |
| Gabrielle Thomas   | États-Unis       | Athlétisme             | 3                              | 0                                  | 0                                   | 3     |
| Regan Smith        | États-Unis       | Natation               | 2                              | 3                                  | 0                                   | 5     |
| Kate Douglass      | États-Unis       | Natation               | 2                              | 2                                  | 0                                   | 4     |
| Gretchen Walsh     | États-Unis       | Natation               | 2                              | 2                                  | 0                                   | 4     |
| Ariarne Titmus     | Australie        | Natation               | 2                              | 2                                  | 0                                   | 4     |
| Kaylee McKeown     | Australie        | Natation               | 2                              | 1                                  | 2                                   | 5     |
| Katie Ledecky      | États-Unis       | Natation               | 2                              | 1                                  | 1                                   | 4     |
| Pan Zhanle         | Chine            | Natation               | 2                              | 1                                  | 0                                   | 3     |
| Ellesse Andrews    | Nouvelle-Zélande | Cyclisme               | 2                              | 1                                  | 0                                   | 3     |
| Caeleb Dressel     | États-Unis       | Natation               | 2                              | 1                                  | 0                                   | 3     |
| Sun Yingsha        | Chine            | Tennis de table        | 2                              | 1                                  | 0                                   | 3     |
| Rebeca Andrade     | Brésil           | Gymnastique artistique | 1                              | 2                                  | 1                                   | 4     |
| Xu Jiayu           | Chine            | Natation               | 1                              | 2                                  | 0                                   | 3     |
| Zou Jingyuan       | Chine            | Gymnastique artistique | 1                              | 2                                  | 0                                   | 3     |
| Meg Harris         | Australie        | Natation               | 1                              | 2                                  | 0                                   | 3     |
| Nicolas Fink       | États-Unis       | Natation               | 1                              | 2                                  | 0                                   | 3     |
| Ryan Murphy        | États-Unis       | Natation               | 1                              | 1                                  | 1                                   | 3     |
| Femke Bol          | Pays-Bas         | Athlétisme             | 1                              | 1                                  | 1                                   | 3     |
| Emma McKeon        | Australie        | Natation               | 1                              | 1                                  | 1                                   | 3     |
| Sifan Hassan       | Pays-Bas         | Athlétisme             | 1                              | 0                                  | 2                                   | 3     |
| Emma Finucane      | Grande-Bretagne  | Cyclisme               | 1                              | 0                                  | 2                                   | 3     |
| Sunisa Lee         | États-Unis       | Gymnastique artistique | 1                              | 0                                  | 2                                   | 3     |
| Tang Qianting      | Chine            | Natation               | 0                              | 2                                  | 1                                   | 3     |
| Zhang Boheng       | Chine            | Gymnastique artistique | 0                              | 2                                  | 1                                   | 3     |
| Tamara Csipes      | Hongrie          | Canoë-kayak            | 0                              | 2                                  | 1                                   | 3     |
| Kyle Chalmers      | Australie        | Natation               | 0                              | 2                                  | 1                                   | 3     |
| Zhang Yufei        | Chine            | Natation               | 0                              | 1                                  | 5                                   | 6     |
| Yang Junxuan       | Chine            | Natation               | 0                              | 1                                  | 3                                   | 4     |